# サムシング (設計事務所)
サムシングは、福岡県春日市にかつて存在した建築設計事務所。構造計算書偽造問題を行ったA建築設計事務所に続いて、耐震強度を偽った構造計算書を作成していたことが発覚し、いわゆる「第二のA事務所」として報じられ注目された。

## 会社概要
1980年創業、2002年9月廃業。九州では有数の構造設計専門の設計事務所で、福岡県内を中心に約12,000棟の設計に携わった。経営がピークを迎えた1990年代後半には年間の売上高が6億円を超えた。

## 廃業後
2006年2月8日国土交通省は、福岡市内のマンション3件でサムシングの構造計算書偽造を確認したと発表。前年に発覚したA建築設計事務所の構造計算書偽造問題以外の偽造が判明したのは初めてのこと。同省は、計算に連続性がない不正な操作をおこなっていたと指摘し、詳細な調査を求めた。サムシングの元代表Nは構造計算書のデータ差し替えを認めたが、これは書類不備でしかなく最終的には建築基準法に適合しているとして偽装を否定した。福岡市は当初、建築基準法違反容疑での告発を目指していたが、同社は2002年に廃業しており、また3年の時効が成立して刑事責任の追及が困難であることから告発は見送られた。
2009年6月19日付で、国土交通省はサムシング元代表のNの一級建築士免許を取り消した。1994年から2001年にかけての「不適切」な構造計算書作成に関与していたとしての処分だった。その後Nが訴訟を起こし処分は取り消されたが、2013年再び免許は取り消された。Nは懲戒処分の取り消しを求め、福岡地方裁判所に提訴した。建物の安全性が証明されているにもかかわらず免許が取り消されたことをNは不服としたが、構造計算における「不誠実な行為」が問題視された。